# Alpina transiens
Alpina transiens là một loài bướm đêm trong họ Geometridae.